# Sarrazac (Lot)
Sarrazac – miejscowość i dawna gmina we Francji, w regionie Oksytania, w departamencie Lot. W 2013 roku populacja ówczesnej gminy wynosiła 539 mieszkańców. 
W dniu 1 stycznia 2019 roku z połączenia dwóch ówczesnych gmin – Cressensac oraz Sarrazac – powstała nowa gmina Cressensac-Sarrazac. Siedzibą gminy została miejscowość Cressensac. 